# Орехова Потуонь
Орехова Потуонь (словац. Orechová Potôň) — село в окрузі Дунайська Стреда Трнавського краю Словаччини. Площа села 21,07 км². Станом на 31 грудня 2015 року в селі проживало 1686 жителів.

## Історія
Перші згадки про село датуються 1250 роком.

## Географія
Протікають Клатовський рукав; Старий Клатовський канал і Клатовський канал.

## Населення
| Рік:            | 1994. | 2004.   | 2014.   | 2024.   |
| --------------- | ----- | ------- | ------- | ------- |
| Кількість осіб: | 1623  | 1688    | 1687    | 1676    |
| Різниця:        |       | +4,00 % | -0,05 % | -0,65 % |

| Рік:            | 2023. | 2024.   |
| --------------- | ----- | ------- |
| Кількість осіб: | 1664  | 1676    |
| Різниця:        |       | +0,72 % |